# Фантастични животни
„Фантастични животни“ (на английски: Fantastic Beasts) е филмова поредица, режисирана от Дейвид Йейтс, и спиноф и предистория на книжната и на филмовата поредица за Хари Потър. Поредицата се разпространява от Уорнър Брос и се състои от три фентъзи филма: Фантастични животни и къде да ги намерим (2016), Фантастични животни: Престъпленията на Гринделвалд (2018) и Фантастични животни: Тайните на Дъмбълдор (2022). След поредицата филми за Хари Потър от 2001 – 2011 г., Фантастични животни е втората филмова поредица от медийния франчайз Магьоснически свят.
Филмите са продуцирани основно от Дейвид Хеймън, в които участват Еди Редмейн като главния герой Нют Скамандър, Джуд Лоу в ролята на Албус Дъмбълдор, Колин Фарел, Джони Деп и Мадс Микелсен (който заменя Деп в третия филм) като главния антагонист Гелърт Гринделвалд; участват също Катрин Уотерстън, Дан Фоглър, Алисън Съдол, Езра Милър, Виктория Йейтс, Джесика Уилямс, Калъм Търнър, Фиона Гласкот и Ричард Койл. Роулинг пише сценария за всеки филм от поредицата, като сценарият за третия е съвместна работа между нея и Стив Клоувс. Продукцията се провежда в продължение на шест години, като основната сюжетна арка следва стремежа на Дъмбълдор и неговите приятели да победят Гринделвалд, с наближаването на Първата магьосническа война и Втората световна война.
Премиерата на Фантастични животни и къде да ги намерим е на 18 ноември 2016 г., премиерата на Престъпленията на Гринделвалд е на 16 ноември 2018 г. и на Тайните на Дъмбълдор – на 15 април 2022 г. Поредицата е комерсиално успешна, като приходите от световния боксофис възлизат на 1,8 милиарда долара.

## Начало
На 12 септември 2013 г., две години след края на филмовата поредица за Хари Потър с Хари Потър и Даровете на Смъртта – част 2, Уорнър Брос обявява намерението си за разширяване на измислената вселена за Хари Потър, като Дж. К. Роулинг ще напише сценария на нов филм, който се явява предистория, като заглавието му идва от „учебник“, написан от Роулинг през 2001 г. в помощ на английската благотворителна организация Comic Relief, базиран на учебника, по който учениците учат в „Хогуортс“. Действието във филма се развива седемдесет години преди събитията, описани в „Хари Потър“, като с него се отбелязва дебютът на Роулинг като сценарист, а също и началото на нова филмова поредица, която е част от франчайза Магьоснически свят. След като Уорнър Брос предлага адаптация или на Фантастични животни, или на Куидичът през вековете, Дж. К. Роулинг пише груба чернова на сценария за дванадесет дни, споделяйки: „Не беше страхотен проект, но показа формата на това как може да изглежда. Значи така започна всичко“. През март 2014 г. е обявено, че филмът ще е първият от трилогия, като действието в него се развива в Ню Йорк.

## Продукция
| Филм                                               | Премиера        | Режисьор     | Сценарист(и)                | Продуценти                                                          | Статус  |
| -------------------------------------------------- | --------------- | ------------ | --------------------------- | ------------------------------------------------------------------- | ------- |
| Фантастични животни и къде да ги намерим           | 18 ноември 2016 | Дейвид Йейтс | Дж. К. Роулинг              | Дейвид Хейман, Дж. К. Роулинг, Стив Клоувс, Лионел Уигрем           | Издаден |
| Фантастични животни: Престъпленията на Гринделвалд | 16 ноември 2018 | Дейвид Йейтс | Дж. К. Роулинг              | Дейвид Хейман, Дж. К. Роулинг, Стив Клоувс, Лионел Уигрем           | Издаден |
| Фантастични животни: Тайните на Дъмбълдор          | 15 април 2022   | Дейвид Йейтс | Дж. К. Роулинг, Стив Клоувс | Дейвид Хейман, Дж. К. Роулинг, Стив Клоувс, Лионел Уигрем, Тим Луис | Издаден |

През юли 2015 г. Еди Редмейн е избран за главната роля на Нют Скамандър, известен магизоолог в света на магьосниците. Други актьори, които се присъединяват към актьорския състав, са Катрин Уотърстън в ролята на Тина Голдстийн, Алисън Съдол като Куини Голдстийн, Дан Фоглър като Джейкъб Ковалски, Езра Милър в ролята на Кридънс Барбон, Саманта Мортън като Мери Лу Барбон, Джен Мъри като Частити Барбон и Колин Фарел в ролята на Пърсивал Грейвс / Гелърт Гринделвалд. Основните снимки започват на 17 август 2015 г. в Уорнър Брос Студиос, Лийвсдън. След два месеца продукцията се премества в залата „Сейнт Джордж“, Ливърпул, която е превърната като част от Ню Йорк през 1920 г. Фантастични животни и къде да ги намерим е пуснат в кината на 18 ноември 2016 г.
Вторият филм е обявен през март 2014 г. През ноември 2016 г. е потвърдено, че Джони Деп ще изпълнява главна роля в продължението, повтаряйки епизодичната си роля на Гелърт Гринделвалд от първата част. По-късно същия месец е обявено, че Албус Дъмбълдор ще се появи в продълженията на предисторията, постепенно измествайки Скамандър като главен герой в поредицата. През април 2017 г. е обявено, че Джуд Лоу е избран за ролята на Дъмбълдор, като действието на филма се развива Ню Йорк, Великобритания и Париж. Записите на филма започват на 3 юли 2017 г. в Уорнър Брос Студиос, Лийвсдън, и приключват на 20 декември 2017 г. Премиерата на Фантастични животни: Престъпленията на Гринделвалд е на 16 ноември 2018 г.
Първоначално планиран да започне снимките през юли 2019 г. и да бъде пуснат през ноември 2020 г., продукцията на третия филм е отложена за края на 2019 г., за да се даде повече време за изпипване на сценария и да се препланира бъдещето на поредицата Фантастични животни. През 2018 г. в Туитър Роулинг обещава, че третият филм ще даде отговори на въпросите, останали нерешени в първите два. През октомври 2019 г. Дан Фоглър заявява, че основните снимки на третия филм ще започнат през февруари 2020 г. През ноември 2019 г. е обявено, че сценарият е написан от Роулинг съвместно със Стив Клоувс. На 16 март 2020 г., същия ден, в който са насрочени основните снимки, пандемията от COVID-19 накарва Уорнър Брос да отложи производството на третия си филм Фантастични животни. Поради тази причина премиерата на филма е отложена от 12 ноември 2021 г. на 15 юли 2022 г. На 20 август 2020 г. е потвърдено, че снимките ще започнат през септември. На 20 септември 2020 г. Еди Редмейн съобщава, че снимките продължават две седмици, като са взети предпазни мерки, за да се предпазят актьорите и екипа от COVID-19. На 6 ноември 2020 г. Джони Деп информира, че от Уорнър Брос са го помолили да се оттегли като Гринделвалд и той е приел да го направи. По-късно, на 25 ноември 2020 г., Уорнър Брос обявява, че Мадс Микелсен ще замени Деп в ролята на Гринделвалд. На 3 февруари 2021 г. снимките в Обединеното кралство са прекратени, след като член на продукцията дава положителен тест за COVID-19. Композиторът Джеймс Нютън Хауърд потвърждава по-късно същия месец, че продукцията е приключила снимките. През септември 2021 г. е обявено, че премиерата на филма изместена три месеца по-рано до 15 април 2022 г., заедно с обявяването на пълното заглавие: Фантастични животни: Тайните на Дъмбълдор.

## Филми

### Фантастични животни и къде да ги намерим(2016)
През 1926 г. Нют Скамандър пристига в Ню Йорк със своето магическо куфарче, в което се намират редица опасни същества и техните местообитания. Когато някои същества се измъкват от куфарчето му, Нют трябва да се бори, за да поправи грешката и ужасите от произтичащото нарастване на насилието, страха и напрежението между магическите и немагическите хора.

### Фантастични животни: Престъпленията на Гринделвалд(2018)
Изминали са няколко месеца от събитията във Фантастични животни и къде да ги намерим. Гелърт Гринделвалд е избягал от затвора и е започнал да събира последователи за своята кауза – издигайки магьосниците над всички немагически същества. Дъмбълдор трябва да потърси помощ от бившия си ученик Нют, за да спре Гринделвалд.

### Фантастични животни: Тайните на Дъмбълдор(2022)
Няколко години след събитията в Престъпленията на Гринделвалд, историята започва в Обединеното кралство, САЩ и Китай и продължава да се развива отчасти в Берлин и отчасти в Бутан и води до участието на Магьосническия свят във Втората световна война, като Нют Скамандър и компания се завръщат за още едно пътешествие през магьосническия свят, опитвайки се да победят маниакалния Гелърт Гринделвалд, тъй като Албус Дъмбълдор не може да се бие срещу него.

### Бъдеще
През октомври 2016 г. Роулинг обявява, че филмовата поредица „Фантастични животни“ ще се състои от пет филма, по-късно потвърджава, че действието в поредицата обхваща периода от 1926 г. до 1945 г. През февруари 2022 г. продуцентът Дейвид Хейман разкрива, че работата по сценария за Фантастични животни 4 все още не е започнала. През април 2022 г. Върайъти съобщава, че Уорнър Брос ще даде зелена светлина за последните две части в зависимост от критичното и комерсиално представяне на Тайните на Дъмбълдор. През ноември 2022 г. Върайъти съобщава, че Уорнър Брос Дискавъри не предвижда филми, свързани с Магьосническия свят, в активно разработване и не е в „активни дискусии“ с Роулинг относно бъдещето на франчайза, оставяйки бъдещето на поредицата Фантастични животни в неизвестност.

## Телевизия
През януари 2021 г. е съобщено, че Уорнър Брос преглежда предложения за телевизионен сериал, чието действие се развива в Магьосническия свят, за да дебютира по Ейч Би О Макс. През май 2022 г. са разпространени докладите за обявената среща между главния изпълнителен директор на Уорнър Брос Дискавъри Дейвид Заслав и Дж. К. Роулинг в дискусията им за бъдещи проекти за Ейч Би О Макс, които се развиват в Магьосническия свят.

### Фантастични животни: Естествена история
Фантастични животни: Естествена история е документален филм, излъчен 27 февруари 2022 г. по Би Би Си 1, HBO и HBO Max, представен от Стивън Фрай. Филмът разказва вълшебни истории за митични същества и зверове от творбите на Дж. К. Роулинг и тяхната връзка с животните в реалния свят.

## Книги

### Фантастични животни и къде да ги намерим: Оригинален сценарий
Фантастични животни и къде да ги намерим: Оригинален сценарий е официална книга, съдържаща оригиналния сценарий, написан от Джоан Роулинг за едноименния филм. На 1 септември 2016 г. сайтът Pottermore пуска окончателните корици за британските и американските издания на сценария. Корицата и илюстрациите са проектирани от Мирафора Мина и Едуардо Лима, основателите на студио „MinaLima“. В България книгата е издадена от издателство „Егмонт“ в превод на Ралица Ботева.

### Фантастични животни: Престъпленията на Гринделвалд: Оригинален сценарий
Фантастични животни: Престъпленията на Гринделвалд: Оригинален сценарий е издадена на 16 ноември 2018 г., същия ден, когато филмът е премиерен в Обединеното кралство и САЩ. Издаден е както в книжна, така и в цифрова форма. Събитията от сценария проследяват сценария на втория филм. Книгата е написана от Джоан Роулинг. Корицата е проектирана от студио „MinaLima“. Книгата не съдържа оригиналната версия на Роулинг, но е редактирана, за да съответства на окончателната версия на филма. Като такъв той не включва никакви изтрити или разширени сцени и е актуализиран, за да включи рекламни или модифицирани диалози. В България книгата е издадена от издателство „Егмонт“ в превод на Иванка Ангелова.

### Фантастични животни: Тайните на Дъмбълдор: Оригинален сценарий
Фантастични животни: Тайните на Дъмбълдор: Оригинален сценарий е сценарият за Фантастични животни: Тайните на Дъмбълдор. Книгата е издадена на 19 юли 2022 г., като е проектирана от Пол Кепъл и Алекс Брус от „Headcase Design“. Събитията в сценария следват сценария на третия филм, написан е от Джоан Роулинг и Стив Клоувс. В България книгата е издадена от издателство „Егмонт“ в превод на Ваня Ангелова.

#### В България
| Заглавие                                                                  | Издание       | Година на издаване | Художник на корицата                    | Преводач            | Издателство | Страници |
| ------------------------------------------------------------------------- | ------------- | ------------------ | --------------------------------------- | ------------------- | ----------- | -------- |
| „Фантастични животни и къде да ги намерим“                                | меки корици   | 2015 г.            | Стоян Атанасов                          | Красимира Абаджиева | „Егмонт“    | 108      |
| „Фантастични животни и къде да ги намерим“                                | твърди корици | 2016 г.            | Джони Дудъл                             | Красимира Абаджиева | „Егмонт“    | 160      |
| „Фантастични животни и къде да ги намерим“                                | твърди корици | 2017 г.            | Оливия Ломенех Джил (и на илюстрациите) | Красимира Абаджиева | „Егмонт“    | 160      |
| „Фантастични животни и къде да ги намерим: Оригинален сценарий“           | твърди корици | 2016 г.            | МинаЛима                                | Ралица Ботева       | „Егмонт“    | 256      |
| „Фантастични животни: Престъпленията на Гринделвалд: Оригинален сценарий“ | твърди корици | 2018 г.            | МинаЛима                                | Иванка Ангелова     | „Егмонт“    | 304      |
| „Фантастични животни: Тайните на Дъмбълдор: Оригинален сценарий“          | твърди корици | 2022 г.            | –                                       | Иванка Ангелова     | „Егмонт“    | 288      |

## Видеоигри
| Заглавие                                              | Премиера        | Издател                                | Разбаротил(и)                     | Платформа(и)                           |
| ----------------------------------------------------- | --------------- | -------------------------------------- | --------------------------------- | -------------------------------------- |
| Fantastic Beasts: Cases From the Wizarding World      | 17 ноември 2016 | Warner Bros. Interactive Entertainment | Mediatonic WB Games San Francisco | Android, iOS                           |
| Fantastic Beasts and Where to Find Them VR Experience | 10 ноември 2016 | Warner Bros. Interactive Entertainment | Framestore                        | Google Daydream                        |
| Fantastic Beasts and Where to Find Them VR Experience | 23 януари 2018  | Warner Bros. Interactive Entertainment | Framestore                        | HTC Vive, Oculus Rift, Samsung Gear VR |

## Музика
| Заглавие                                           | Премиера        | Продължителност | Композитор          | Издател          |
| -------------------------------------------------- | --------------- | --------------- | ------------------- | ---------------- |
| Фантастични животни и къде да ги намерим           | 18 ноември 2016 | 98 минути       | Джеймс Нютън Хауърд | WaterTower Music |
| Фантастични животни: Престъпленията на Гринделвалд | 9 ноември 2018  | 77 минути       | Джеймс Нютън Хауърд | WaterTower Music |
| Фантастични животни: Тайните на Дъмбълдор          | 8 април 2022    | 110 минути      | Джеймс Нютън Хауърд | WaterTower Music |

## Прием

### Представяне в боксофиса
Фантастични животни и къде да ги намерим е осмият най-печеливш филм за 2016 г., а Престъпленията на Гринделвалд – десетият за 2018 г.
| Филм                                               | Премиера        | Брутни приходи | Брутни приходи  | Брутни приходи | Класиране за всички времена | Класиране за всички времена | Бюджет       | Източник      |
| Филм                                               | Премиера        | САЩ и Канада   | Други територии | Свят           | САЩ и Канада                | Свят                        | Бюджет       | Източник      |
| -------------------------------------------------- | --------------- | -------------- | --------------- | -------------- | --------------------------- | --------------------------- | ------------ | ------------- |
| Фантастични животни и къде да ги намерим           | 18 ноември 2016 | $234,037,575   | $580,006,426    | $811,724,385   | 152                         | 88                          | $175 милиона | [ 73 ]        |
| Фантастични животни: Престъпленията на Гринделвалд | 16 ноември 2018 | $159,555,901   | $495,300,000    | $648,455,339   | 352                         | 146                         | $200 милиона | [ 74 ]        |
| Фантастични животни: Тайните на Дъмбълдор          | 15 април 2022   | $95,850,844    | $309,310,490    | $404,560,145   | 814*                        | 322*                        | $200 милиона | [ 75 ]        |
| Общо                                               | Общо            | $489,444,320   | $1,384,616,916  | $1,874,061,236 | 5                           | 4                           | $575 милиона | [ 76 ] [ 77 ] |

### Критичен и обществен прием
Поредицата получава смесен критичен прием, получавайки по-малко положителни рецензии в сравнение с филмите за Хари Потър.
| Филм                                               | Критичен         | Критичен       | Обществен   |
| Филм                                               | Rotten Tomatoes  | Metacritic     | CinemaScore |
| -------------------------------------------------- | ---------------- | -------------- | ----------- |
| Фантастични животни и къде да ги намерим           | 74% (347 мнения) | 66 (50 мнения) | A           |
| Фантастични животни: Престъпленията на Гринделвалд | 36% (334 мнения) | 52 (48 мнения) | B+          |
| Фантастични животни: Тайните на Дъмбълдор          | 46% (235 мнения) | 47 (49 мнения) | B+          |

### Отличия

#### Награди на Академията
През 2017 г. Фантастични животни и къде да ги намерим печели Оскар за най-добър дизайн на костюми, като по този начин се превръща в първия филм от целия франчайз Магьоснически свят, който печели награда на Филмовата академия на САЩ.
| Филм                                     | Сценография | Дизайн на костюми |
| ---------------------------------------- | ----------- | ----------------- |
| Фантастични животни и къде да ги намерим | Номиниран   | Печели            |

#### Филмови награди на Британската академия
| Филм                                               | Британски филм | Дизайн на костюми | Сценография | Звук      | Визуални ефекти |
| -------------------------------------------------- | -------------- | ----------------- | ----------- | --------- | --------------- |
| Фантастични животни и къде да ги намерим           | Номиниран      | Номиниран         | Печели      | Номиниран | Номиниран       |
| Фантастични животни: Престъпленията на Гринделвалд |                |                   | Номиниран   |           | Номиниран       |

## Изложби
Фантастичните животни: Чудото на природата е отворена от 9 до 15 декември 2020 г. и от 17 май 2021 г. до 3 януари 2022 г. в Природонаучния музей в Лондон. Изложбата се състои от същества, екземпляри и артефакти от научната колекция на музея, изложени до елементи от света на магьосниците, както и дигитални инсталации. Тази изложба включва 100 предмета, включително реквизити от филмите Фантастични животни и Хари Потър. Подобна изложба е открита в Кралския музей на Онтарио в Торонто, Канада, от 11 юни 2022 г. до 2 януари 2023 г.